# Porchfield
Porchfield – wieś w Anglii, na wyspie Wight. Leży 7 km na zachód od miasta Newport i 124 km na południowy zachód od Londynu.